# ラッシー

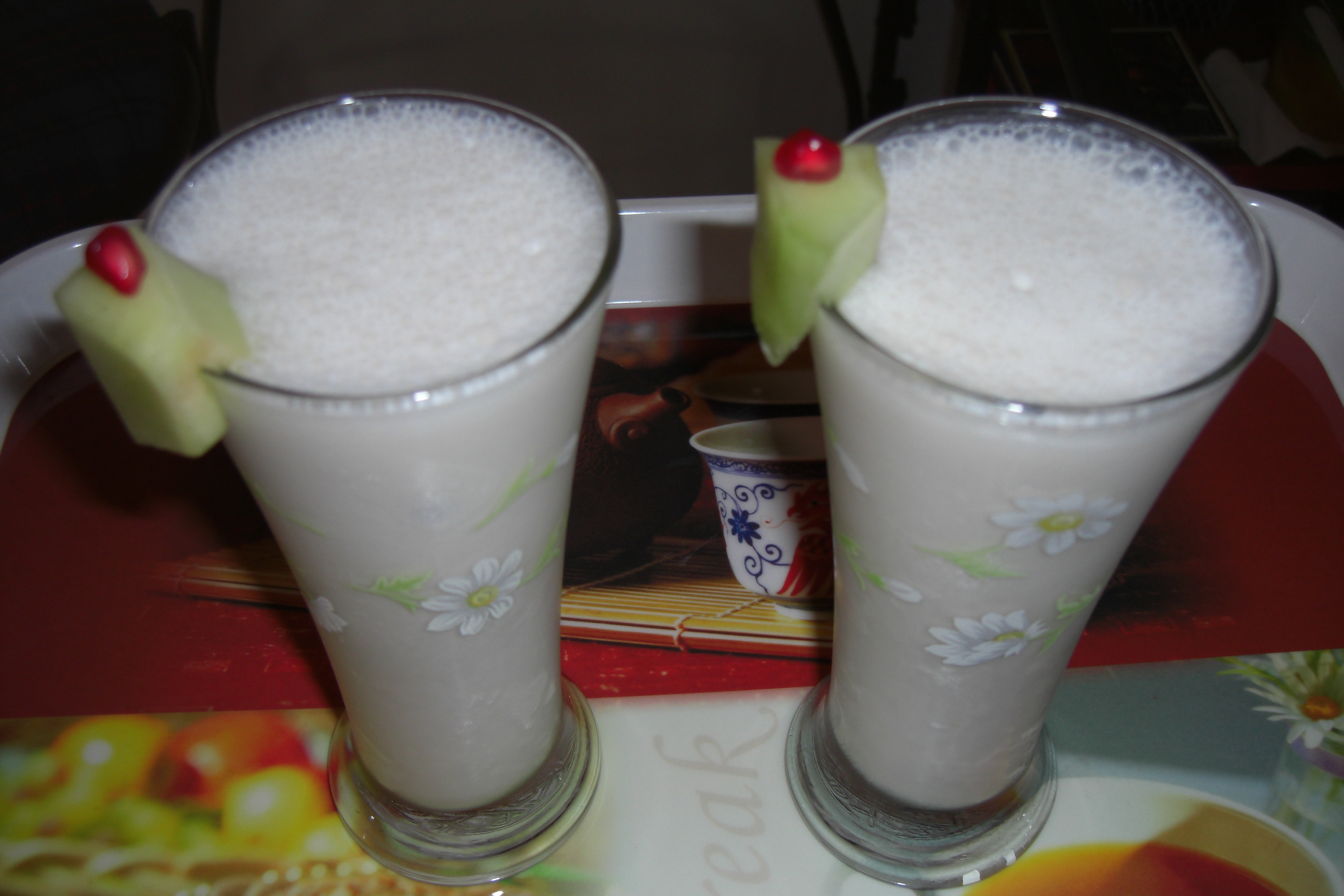
ラッシー

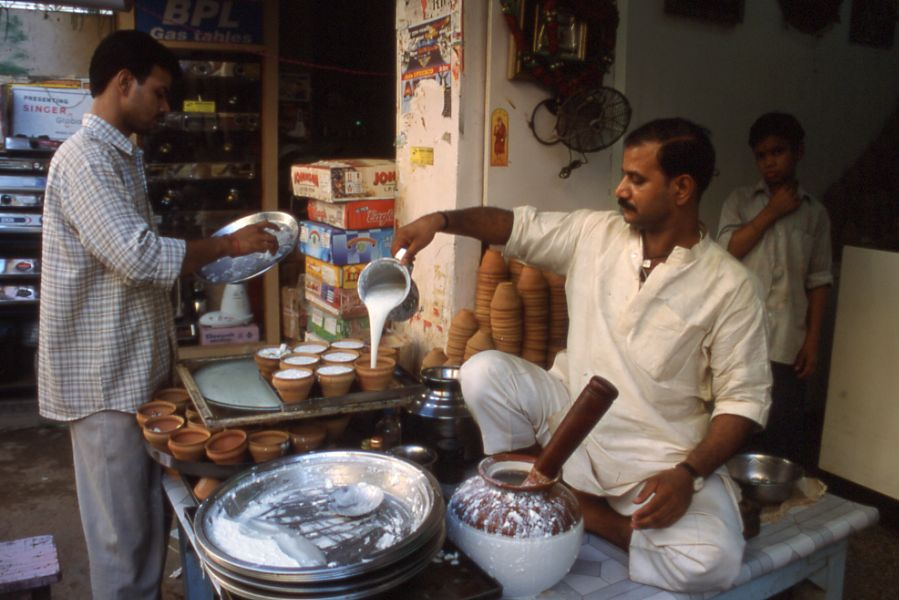
ラッシーの店

ラッシー（またはラッスィー、英語: lassi、ウルドゥー語: لسّی、ヒンディー語: लस्सी） は、インドなど南アジアの地域で親しまれている飲み物で、ダヒー（ヨーグルト）をベースに作られる。濃さはどろっとしたヨーグルト状のものから、水分の多いさらっとしたものまである。特に名前の違いはなく、作る人や地方、好みによる。

## 種類
プレーン・ラッシー
そのままの味。
ミーティー・ラッシー मीठी लस्सी　
砂糖で甘みがついている。
ナムキーン・ラッシー नमकीन लस्सी
薄い塩味がついている。西アジアやバルカン半島のヨーグルト飲料（アイランなど）とほぼ同じ。
果物入りのラッシー
各種の果物と混ぜ合わせてミキサーで濃厚なジュースまたはスムージー状にしたもの。
ケーラー・ラッシー केला लस्सी
バナナ入り。
アーム・ラッシー आम लस्सी
マンゴー入り。
パピーター・ラッシー पपीता लस्सी
パパイヤ入り。
チークー・ラッシー चीकू लस्सी
サポジラ入り。
ニンブー・ラッシー निंबू लस्सी
レモン入り。
アールー・ラッシー आड़ू लस्सी
モモ入り。
その他
ケーサル・ラッシー केसर लस्सी
サフラン入り。高価。
ズィーラー・ラッシー ज़ीरा लस्सी
クミン入り。
プディーナー・ラッシー पुदीना लस्सी
ミント入り。
バーング・ラッシー भांग लस्सी
バーング（アサの葉と蕾をすりつぶしたもの）入り。

### チャース（Chaas,chaach）
塩気のある飲み物でラッシーに似ているがより水分が多く脂肪分が少ない。スパイシーなバターミルク。塩とクミンシードが通常加えられる。グジャラート州やラージャスターン州でよく飲まれる。